# جوناثان جيمس

صورة لجوناثان جيمس

جوناثان جيمس (بالإنجليزية: Jonathan Joseph James) هو مخترق وعالم حاسوب ومهندس أمريكي، ولد في 12 ديسمبر 1983 في ميامي في الولايات المتحدة، وتوفي بنفس المكان في 18 مايو 2008.

## بداياته
بدأ مشوار جوناثان جيمس عندما كان يستمتع باقتحام شبكة الحاسوب للمدارس في مدينته حينها كان عمره لم يتجاوز 13 عاما، قبل أن يخترق موقع شركة بيل ساوث للهاتف ويستبدل الصفحة الرئيسية برسائل ساخرة لإثبات عبقريته، قائلا «هذا مجرد دليل على الأمن الضعيف لبيل ساوث». افتتحت صحيفة لوفيغارو الفرنسية بهذه المقدمة، مقالا بقلم ديدييه سانز، استعرض فيه قصة مخترق صغير يسمى نفسه «كومراد» (Comrade) كان يعيش في منزل أسرته جنوب ميامي، وكانت له خبرة كبيرة في أمن الحواسيب، حصلها بمواظبته وولعه بهذا الجهاز منذ أن كان في سن السادسة، حتى إن والده صادر منه الجهاز الذي كان يقضي الليل كله جالسا أمامه. مع تطور مهاراته لم يعد نظام ويندوز كافيا بالنسبة لجوناثان جيمس الذي بدأ يثبت أدوات أكثر تعقيدا على حاسوب لينوكس الخاص به، وكلما تقدم في مهاراته، زادت رغبته في اختبار قدراته.

## إختراق وكالة ناسا
سمحت الفرصة لجيمس وهو لم يتجاوز 15 عاما من عمره وبتاريخ 29 يونيو/حزيران 1999، عندما اكتشف طريقة لكسر أمان نظام الحاسوب في مركز مارشال لرحلات الفضاء في وكالة الفضاء والطيران الأميركية (ناسا)، ويتمكن من الوصول إلى 13 حاسوبا. حصل جوناثان جيمس من هذه المغامرة على البرامج والمعلومات المتعلقة بمشروع الفضاء، ليعرف فيما بعد أن هذا برنامج كان للتحكم في درجة الحرارة والرطوبة على متن محطة الفضاء الدولية. ولم تمر العملية دون ملاحظة، إذ انتبه مسؤولو أمن الوكالة إلى التدخل وقرروا فصل الحواسيب لديهم لمدة 3 أسابيع، وتشديد أمن شبكاتهم وإعادة كتابة جميع البرامج، وأخذ تدابير جذرية كلفت الوكالة آلاف الدولارات.
لم يحاول جيمس سرقة معلومات سرية، بل كل همه كان معرفة كيفية إعداد برامج الإدارة، وقال لتلفزيون بي بي إس BBS في عام 2001 إن «السبب الوحيد الذي دفعني لتنزيل شفرة المصدر من وكالة ناسا هو أنني كنت أدرس البرمجة في القسم العلمي، وبالطبع ليس هناك ما هو أفضل للتعلم من قراءة البرامج المكتوبة من قبل الحكومة».وانتقل جيمس في تعلمه إلى المستوى التالي بعد بضعة أسابيع، عندماهاجم قسمًا من وزارة الدفاع الأميركية،اللذي تم إنشاؤه للتو لمراقبة المخاطر التي تهدد الولايات المتحدة، مستخدمًا طريقة سرية للوصول، مكنته من تثبيت برامج تجسس على أحد الحواسيب في الوكالة. وقد سمح له ذلك باعتراض آلاف المكالمات والرسائل المتبادلة بين الموظفين، مما مكنه في النهاية من الحصول على أسماء المستخدمين وكلمات المرور التي أتاحت له الوصول إلى 10 حواسيب عسكرية. وفي تحليل له، قال جيمس إن «الحكومة لم تتخذ إجراءات أمنية كافية على معظم أجهزة الحاسوب الخاصة بها، فهناك نقص خطير في المعرفة في هذا المجال، والجزء الأصعب هو إدراكه».

## مكتب التحقيقات
يبتعد جيمس شيئا فشيئا من الأعمال التطبيقية التي كان يدعي القيام بها للتدريب، وتأخذ بلبه لعبة القراصنة، مدفوعا بطعم المخاطرة والشعور بالفخر، مشيرا لاحقا إلى أن ما يحفزه على القرصنة "هو وجود القوة في متناول يدك، يمكنك التحكم في جميع حواسيب الحكومة والجيش والشركات الكبيرة". في هذه الأثناء، أخذت السلطات اجراءات قاسية بحقه، وفي 26 يناير/كانون الثاني 2000، دق 12 من رجال الشرطة والوكلاء الفدراليين جرس باب منزل العائلة، يقول جيمس "حسب ما فهمته، اتصلوا بصديق لي قدم لهم بعض المعلومات عني، ثم جاؤوا إلى منزلي. أيقظتني أمي وأخبرتني أن مكتب التحقيقات الفدرالي عند الباب. كان الأمر محيرا للغاية. خرجت ورأيت الكثير من الناس يحملون البنادق والسترات الواقية من الرصاص وقد كتبت على ظهورهم "مكتب التحقيقات الفدرالي" و"ناسا" و"وزارة الدفاع".

## العقوبة
قررت المحكمة أن جيمس سرق ما قيمته 1.7 مليون دولار من برامج الحواسيب والبيانات، ليواجه ما لا يقل عن 10 سنوات في السجن وغرامة بآلاف الدولارات، وقد أقر بالذنب في تهمتين لتخفيف العقوبة، ليحكم عليه في نهاية المطاف بالسجن 7 أشهر مع الإقامة الجبرية لمدة عامين، ويحظر عليه استخدام الحواسيب مع الالتزام بكتابة رسائل اعتذار إلى وكالة ناسا ووزارة الدفاع. يقول الكاتب إن الشاب لاحقته أشباح ماضيه مرة أخرى، فبعد أن سرقت مجموعة من المتسللين تفاصيل البنوك وكلمات المرور من أنظمة الحاسوب في سلاسل البيع بالتجزئة الرئيسية في الولايات المتحدة، اعتقد مكتب التحقيقات الفدرالي على الفور أن جوناثان جيمس متورط في القضية، وقاموا بتفتيش منزل أسرته واستجواب والديه وأصدقائه. وبالرغم أن جيمس أقسم على براءته، فإن التحقيق أعيد عندما وجدت الشرطة، بين مراسلات المشتبه بهم، إشارات إلى شخص باسم ج ج غامض يُدعى أنه ساعد في الاختراق، مما يشير إلى الحروف الأولى من اسم جوناثان جيمس.

## الإنتحار
بعد زيارة جديدة قام بها مكتب التحقيقات الفدرالي لمنزل جيمس مع مزيد من الاستجواب، عثر على جوناثان جيمس ميتا في حمامه، ومسدسه في يده، وقد ترك رسالة انتحار، كتب فيها «بصراحة، ليست لي علاقة بهذه القضية، وليس لدي أي إيمان بالنظام القضائي. لقد فقدت السيطرة على هذا الوضع، وهذه هي طريقتي الوحيدة لاستعادته».